# Branges
Branges – miejscowość i gmina we Francji, w regionie Burgundia-Franche-Comté, w departamencie Saona i Loara.
Według danych na rok 1990 gminę zamieszkiwało 2155 osób, a gęstość zaludnienia wynosiła 88 osób/km² (wśród 2044 gmin Burgundii Branges plasuje się na 94. miejscu pod względem liczby ludności, natomiast pod względem powierzchni na miejscu 302.).